# 6400 Джорджалександер
6400 Джорджалександер (6400 Georgealexander) — астероїд головного поясу, відкритий 10 квітня 1991 року.
Тіссеранів параметр щодо Юпітера — 3,192.